# Samsung GT-B5310 Corby PRO
Samsung GT-B5310 Corby PRO, Samsung GT-B5310 Genio Slide, Samsung GT-B5310 Brooklyn – trzeci z telefonów serii Samsung Corby o hybrydowej budowie. Jeden z bardziej zaawansowanych. Dostępny w kolorach ceramic white (cw) oraz ruby red (rr).

## Wygląd
Posiada obudowę w formie slider i ekran dotykowy. Na zakrywanej części znajduje się klawiatura qwerty ze znakami specjalnymi i dodatkowymi klawiszami. Produkowany w dwóch kolorach. W cw taki kolor przybiera klawiatura, w rr klawiatura i tył górnego elementu slidera.

### Klawisze
Klawiatura qwerty jest podświetlona w dwóch kolorach: na niebiesko i czerwono (cw) lub biało i żółto (rr). Klawisze klawiatury mają między sobą małe przerwy, by ułatwić pisanie, szczególnie osobom o większych palcach (por. Samsung GT-B3410 Delphi). Drugą dużą ich zaletą jest miękkość, co zwiększa przyjemność używania. Na przodzie telefon posiada główny klawisz funkcyjny i dwa klawisze połączeń. Na lewym boku znajdują się dwa klawisze głośności. Na prawym przycisk aparatu i przycisk blokady ekranu.

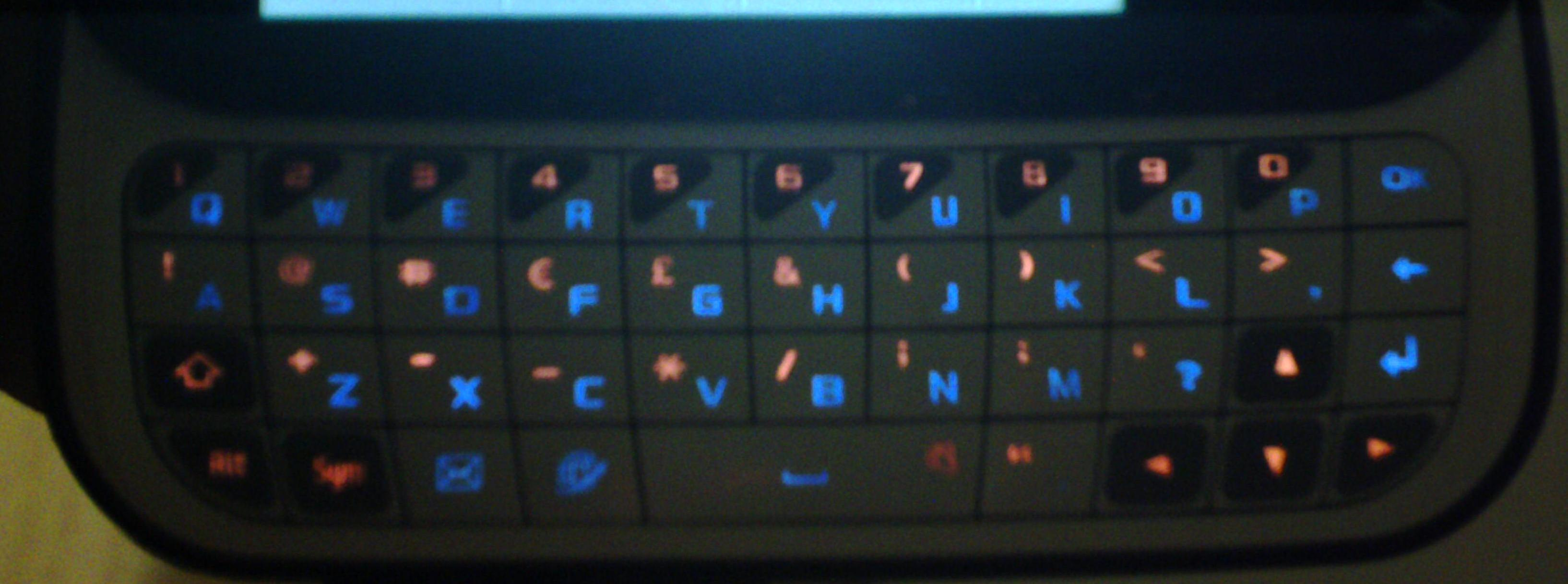
Podświetlona klawiatura qwerty w cw
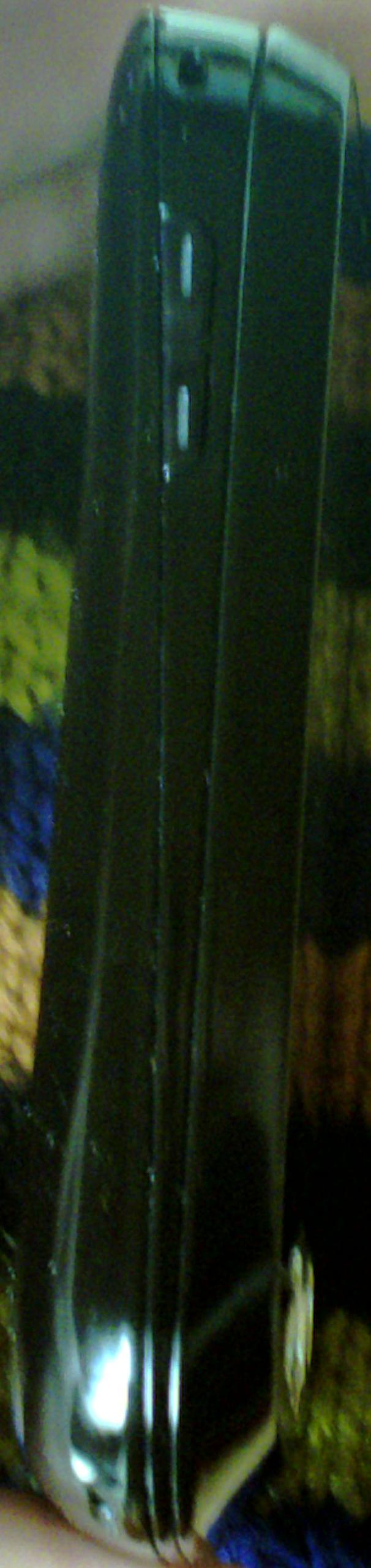
Lewy bok z klawiszami głośności
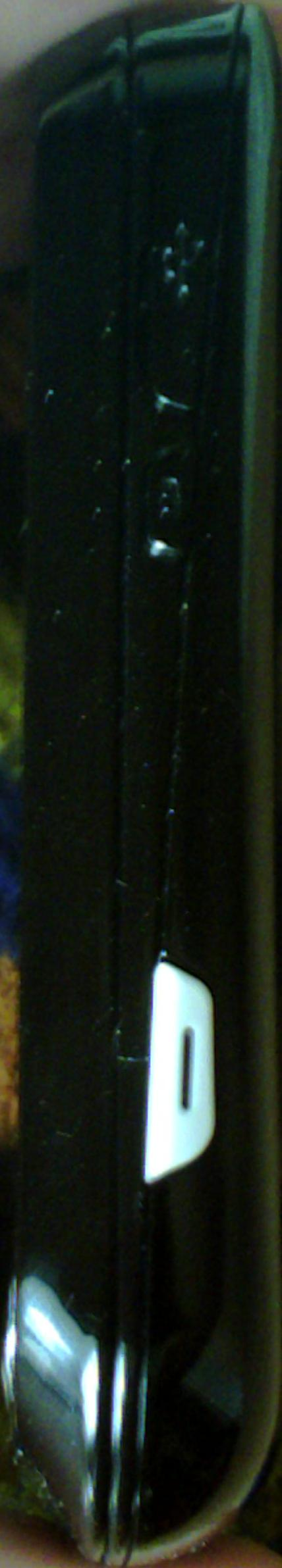
Prawy bok z przyciskiem aparatu i przyciskiem blokady ekranu

### Obudowa

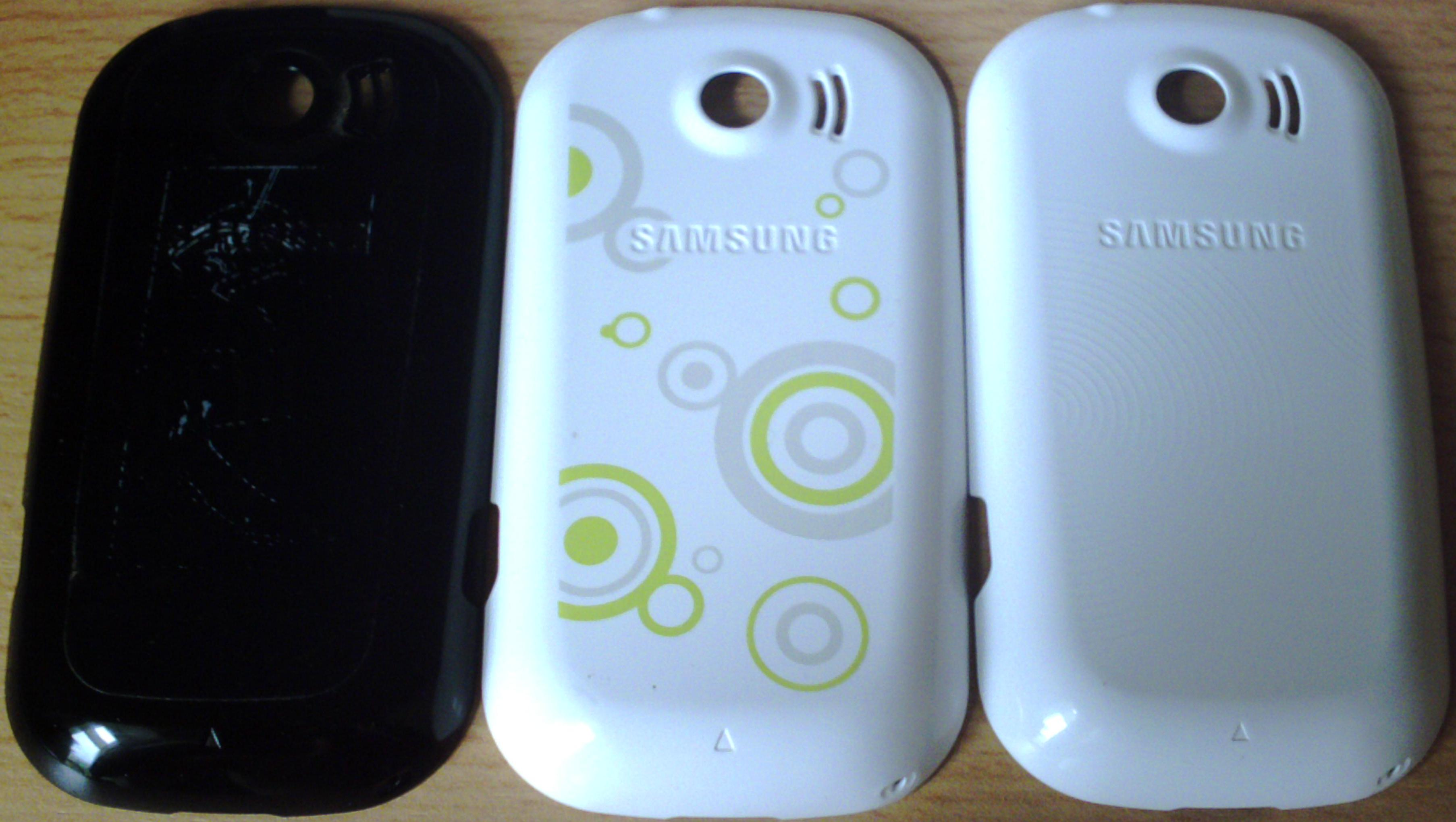
Garniturki

W skład zestawu wchodzą trzy tylne obudowy tzw. garniturki. Zostały one specjalnie sprofilowane, by zmniejszyć możliwość upuszczenia telefonu z ręki. Zastosowano w nich łatwy, szybki sposób wymiany polegający na podważeniu i dociśnięciu (zamiast przesunięcia w dół).

Rogi telefonu zostały zaokrąglone, by wygodniej trzymało się go w dłoni i kieszeni. W górnym lewym jest możliwość umieszczenia zawieszki.

Obudowa jest wykonana solidnie.

## Funkcjonalność

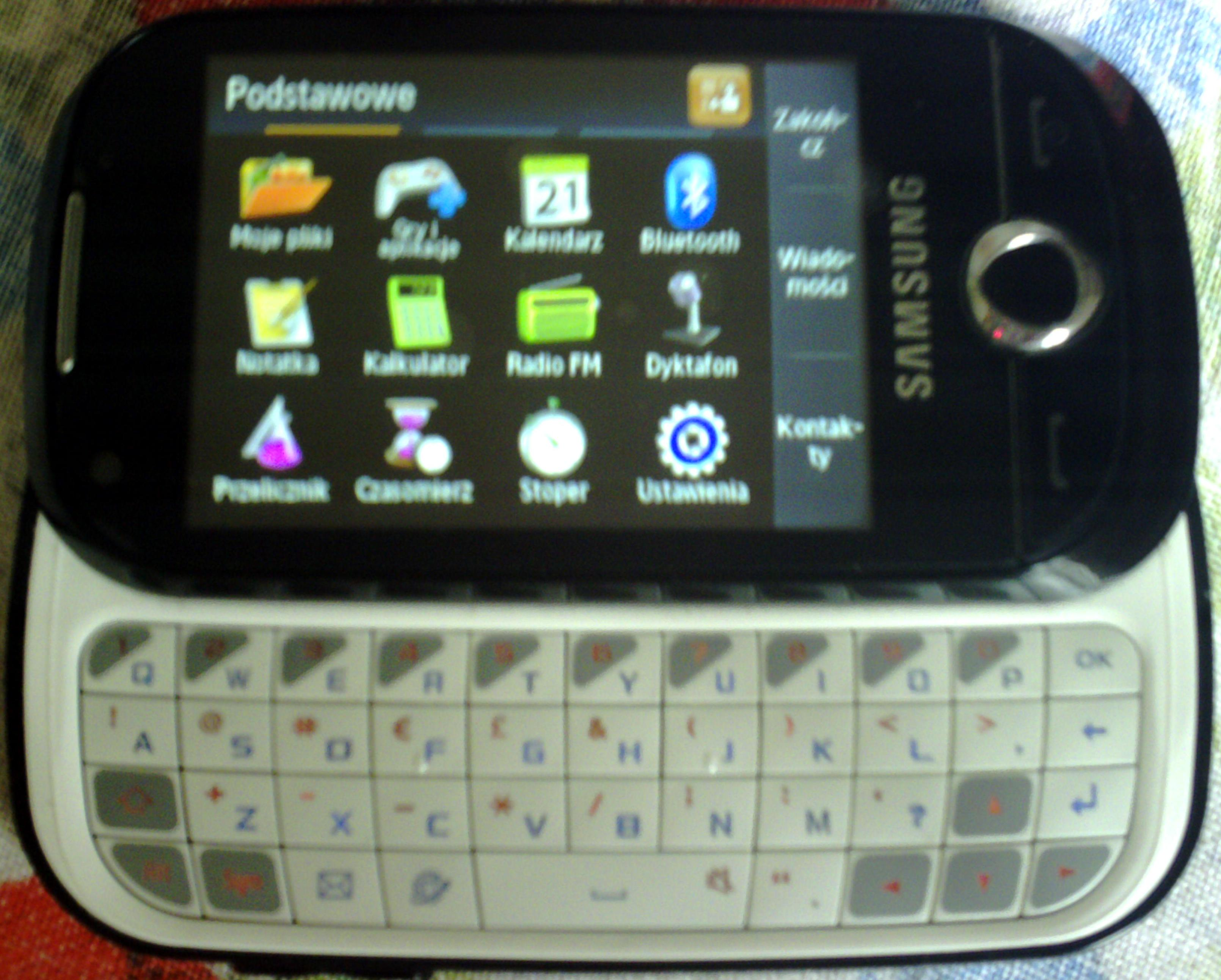
Telefon z rozsuniętą klawiaturą qwerty

### Czas połączeń
- 2G 490 min.
- 3G 230 min.

### Pamięć
- 120MB z możliwością rozszerzenia o do 16GB przez microSD
- wiadomości
  - 1300 esemesów
  - 30 WAP Push
  - 200 wiadomości sieciowych
  - 30 wiadomości konfiguracyjnych
- kalendarz
  - 200 terminarzy
  - 100 rocznic
- 100 zadań
- 100 notatek
- 2000 kontaktów

### Multimedia
Multimedia telefonu można znaleźć w menu→moje pliki.

#### Grafika
Telefon umożliwia wyświetlanie kolorowej grafiki na wyświetlaczu w 76,8kPx, ale nie radzi sobie z grafiką o dużej rozdzielczości. Posiada wbudowany edytor grafiki umożliwiający zmianę kolorów, zakrzywienie, rozmazanie, jasności, kontrastu, dodanie tekstu, ikon, zmiana rozmiaru, przycięcie. Telefon może wykonywać zdjęcia fotograficzne w trybach fotografowania: jedno, detekcja uśmiechu, seria zdjęć, panorama (do 6 zdjęć składowych), w trybach scenerii: bez, portret, pocztówka, nocny, sport, zachód słońca, tekst, w samowyzwalaczu i w wielu innych opcjach oraz telefon może odtwarzać w rozszerzeniach mpeg4, wmv, DivX, H.263 i nagrywać filmy w rozdzielczości 320x240 i  różnych opcjach.

Telefon posiada dwa obiektywy. Pierwszy znajduje się z przodu, na lewo od głośnika i do wideorozmów. Drugi znajduje się z tyłu na górze, na środku szerokości.

Menu posiada 31 ikonek, podzielonych na kilka ekranów, których miejsce można dowolnie modyfikować.

#### Dźwięk
Telefon posiada:
- Odtwarzacz muzyki w rozszerzeniach mp3, aac, aac+, wma oraz zawiera złącze minijack. W zestawie z telefonem są słuchawki douszne.
- Dwa głośniki. Pierwszy umieszczony jest z przodu, na samej górze i służy do rozmów telefonicznych. Drugi umieszczony jest z tyłu na prawo od obiektywu i służy do odtwarzania muzyki i trybu głośnomówiącego.
- Przeglądarkę dokumentów biurowych (m.in. txt, pdf, doc, xls).

#### Tekst
Telefon umożliwia wysyłanie sms, mms. Posiada słownik T9 oraz klient poczty elektronicznej. Wiadomości można ułożyć w formie czatu tak, by widać było wiadomości odebrane i wysłane do jednej, wybranej osoby.

#### Organizer
Kalendarz, notatki, kalkulator, dyktafon, przelicznik, czasomierz, stoper, zadanie, alarm.

#### Pozostałe
Java, Bluetooth, radio fm, czas na świecie, profile (normalny, cichy, samochód, spotkanie, na zewnątrz, offline), motywy (zielony, czerwony, kreskówka, graffiti), widżet, font, powitanie, jasność, podświetlenie, czas, język, wibracja, szybki dostęp, tryb etykiety, inteligentne odblokowywanie, blokada prywatności, zawieszanie połączeń, akcelerometr.

## Corby
Telefon posiada charakterystyczne cechy powodujące zaliczenie go do serii Samsung Corby.

### Pisanie
- klawiatura qwerty ułatwia i przyspiesza pisanie tekstu, młodzież często komunikuje się za pomocą esemesów
- dodatkowy klawisz na klawiaturze powodujący natychmiastowe otwarcie edytora sms

### Java
Pozwala na uruchamianie aplikacji, w tym gier jako narzędzie przydatne w szkole i podczas rozrywki.

### Internet
- dodatkowy klawisz na klawiaturze powodujący natychmiastowe otwarcie przeglądarki (Dolphin 1.5.)
- ikona w menu do przeglądarki
- bardzo duże wsparcie portali społecznościowych – umieszczenie w menu bezpośrednich ikon do Facebook, Myspace z zastosowaniem specjalnej aplikacji ułatwiającej mobilne korzystanie z serwisów
- wbudowanie funkcji Google: wyszukiwarka, poczta, mapa, udostępnianie obrazów
- Wifi do darmowego surfowania po sieci w mieście
- simextra ułatwia dostęp do rozrywki i informacji
- ikona sfc do szybkiego wsparcia wyprofilowanego na model telefonu
- Exchange ActiveSync ułatwia synchronizację
- uniwersalny komunikator Palringo pozwala na tanią komunikację online z osobami korzystającymi ze wspieranych komunikatorów
- funkcja rozpoznawania muzyki pozwala zidentyfikować zaledwie fragment zasłyszanego utworu, który się spodobał
- kanał RSS pozwala łatwo śledzić interesujące jednostkę tematy